# Rekordjäger
Rekordjäger ist eine belgisch-französisch-schweizerische Satire aus dem Jahr 1999. Der Film ist vollständig in Schwarzweiß gedreht. Mit anderen Werken wie beispielsweise dem 1992 gedrehten Mann beißt Hund (ebenfalls mit Benoît Poelvoorde in der Hauptrolle) gehört er zum modernen belgischen Kino.

## Handlung
Familie Closet lebt in einer tristen Kleinstadt in der von Schwerindustrie geprägten Wallonie. Vater Roger arbeitet als Zeitungsfotograf. Wenn immer es einen Verkehrsunfall oder eine andere Katastrophe gibt, ist er dank des Polizeifunks einer der ersten am Ort des Geschehens. Oft nimmt er dabei seine Tochter Luise mit. 
Rogers größter Ehrgeiz ist jedoch ein Eintrag in das Buch der Rekorde und der damit verbundene Gewinn eines Autos. Sohn Michel, der sich die Zeit damit vertreibt, Filmfehler im lokalen Radiosender zu besprechen, wird daraufhin trainiert, in 24 Stunden eine Tür 40.000 Mal auf- und zuzumachen.
Der Rekordversuch misslingt. Aus Frust stiehlt Michel das Auto, das er eigentlich für seinen Vater hätte gewinnen sollen und fährt es zu Schrott. Michel wird dabei so schwer verletzt, dass er ins Koma fällt. Es stellt sich zudem heraus, dass Michels Freundin von ihm schwanger ist. Roger verzweifelt ob der Aussichtslosigkeit der Situation: Der Familie geht das Geld aus und die Ärzte möchten die lebenserhaltenden Maßnahmen beenden.
Wie durch ein Wunder erwacht Michel jedoch aus dem Koma und die Familie kann gemeinsam den Jahrtausendwechsel feiern.

## Kritik
„Überzeugend gespielt, strahlt der im dokufiktionalen Stil inszenierte Film einen faszinierenden Hauch des Morbiden aus.“

## Rezeption
Im Jahr 2000 war der Film in der Kategorie Bestes Erstlingswerk (Meilleur premier film) für den César nominiert. Er musste sich Emmanuel Finkiels Werk Späte Reise (Voyages) geschlagen geben.

## Veröffentlichungen
Der Film ist in französischer Sprache auf DVD erschienen.